# Cenotaph Hill
La Cenotaph Hill (in lingua inglese: collina del cenotafio) è un picco roccioso antartico, alto 2.070 m, situato 15 km a nord-nordest della vetta del Monte Fridtjof Nansen, su una dorsale che separa le testate dei ghiacciai Strom e Liv, nei Monti della Regina Maud, in Antartide.   
Fu visitata dal gruppo sud della New Zealand Geological Survey Antarctic Expedition (1963–64) che ne assegnò la denominazione in quanto l'inusuale protuberanza delle rocce che formano la vetta del monte ricordano un monumento funebre, come un cenotafio.